# Delta Force
La Delta Force, ufficialmente 1st Special Forces Operational Detachment - Delta (1st SFOD-D) e conosciuta anche come Delta o Combat Applications Group, è un corpo per operazioni speciali dell'Esercito degli Stati Uniti, con funzioni anche di lotta al terrorismo.
Dipendente dal Comando Congiunto per le Operazioni Speciali (Joint Special Operations Command - JSOC) ha il proprio quartier generale a Fort Bragg, nella Carolina del Nord. Assieme al DEVGRU dei Navy SEAL della Marina statunitense forma la componente di forze per operazioni speciali e antiterrorismo delle Forze Armate statunitensi.

## Storia
La Delta Force venne fondata dal colonnello dell'Esercito degli Stati Uniti Charles Beckwith il 19 novembre 1977, in risposta all'esigenza delle forze armate americane di disporre di un reparto operativo in grado di rispondere a vari tipi di attacchi terroristici, particolarmente frequenti negli anni Settanta. Successivamente, ai suoi incarichi furono aggiunte anche varie operazioni clandestine, quali incursioni segrete in stati ostili, liberazione di ostaggi di rilievo, lotta alla droga, soprattutto nell'America centrale e meridionale, operazioni di negoziazione e antiterrorismo fuori dal territorio americano.

È la principale unità  del governo statunitense per le operazioni speciali, insieme ai Navy Seal.
La Delta ha partecipato a numerose operazioni durante la sua storia: 1979 Porto Rico; 1983 Grenada; 1984 Medio Oriente; 1985 Cipro; 1987 Grecia; 1989 Panama; 1991 guerra del Golfo; 1993 Somalia; 1997 Perù (Lima).
Fu impegnata anche nell'Operazione Eagle Claw, con la quale si tentò di liberare gli ostaggi americani tenuti prigionieri nell'ambasciata USA a Teheran nel 1980. L'operazione fallì a causa di problemi meccanici agli elicotteri che trasportavano le squadre di intervento, dovuti ad una forte tempesta di sabbia. Dopo il fallimento della missione fu creata un'unità di trasporto aereo a disposizione esclusivamente della Delta Force e del Special Operations Command (SOCOM), chiamata 160th Special Operations Aviation Regiment (Nightstalkers), che permise ai soldati della Delta di trovarsi in diverse parti del mondo in poco tempo. Diverse volte la Delta Force ha svolto le proprie operazioni con i Navy SEALs della Marina Americana e con altre forze speciali di paesi alleati, come il SAS britannico.

## Organizzazione e struttura
La Delta Force è composta da sette squadroni e codificati per lettere:
- Squadrone A (assalto)
- Squadrone B (assalto)
- Squadrone C (assalto, formato nel 1990)
- Squadrone D (assalto, formato nel 2006)
- Squadrone E (aviazione, formato nel 1989 e di guarnigione presso Fort Eustis, in Virginia)
- Squadrone G (precedentemente chiamato Operational Support Troop, è specializzato in Advanced Force Operation)
- Combat Support Squadron (composto da esperti di armi di distruzione di massa, artificieri e altri specialisti, attivo dal 2005)

Ogni squadrone, sotto il comando di un tenente colonnello, è diviso a sua volta in tre plotoni, uno di cecchini e da ricognizione (soprannominato Sniper/Recce Troop) e due da combattimento (soprannominati Assault Troop). All'interno dei plotoni di combattimento, comandate da un maggiore, esistono quattro squadre formate da cinque operatori ciascuno e guidate da un caposquadra, un sergente capo o un sergente di 1ª classe, e un vice caposquadra con il medesimo rango. All'interno del plotone di cecchini e da ricognizione ci sono a loro volta quattro squadre di quattro operatori ciascuno, e tutti e tre i plotoni formano anche un piccolo stato maggiore di quattro uomini. In totale la Delta Force è formata da circa un migliaio di soldati.
Le unità di supporto comprendono logistica, radiocomunicazione, spionaggio e unità di pronto soccorso.

## Copertura mediatica
Nel 1999 lo scrittore Mark Bowden pubblicò il suo libro Black Hawk Down (edito in Italia con il titolo Falco nero), nel quale sosteneva che la Delta Force avesse avuto un ruolo primario negli eventi che portarono alla battaglia di Mogadiscio. Il libro fu poi la base per un film dallo stesso titolo, diretto da Ridley Scott nel 2001.
Delta Force è il titolo di tre film: (Delta Force, Delta Force 2, Delta Force 3), in cui il reparto, comandato nella fiction dal Maggiore Scott (Chuck Norris), interviene in vari scenari di guerra; di questi tre film, solo il primo si basa a grandi linee su un autentico intervento della Delta Force, seppur mischiato alla storia della famosa Operazione Entebbe delle forze speciali israeliane.
La serie TV The Unit è ispirata alla Delta Force.
La Delta Force compare nel videogioco Call of Duty: Modern Warfare 3 dove si prende parte a un'ipotetica terza guerra mondiale ambientata ai nostri giorni. Delta Force è anche il titolo di una serie di videogiochi per console e PC della casa Novalogic.
I G.I. Joe, la cui serie di giocattoli, fumetti e cartoni animati, è nata nel 1982, sono ispirati alla Delta Force; tra l'altro vengono saltuariamente denominati gruppo DELTA.

## Membri famosi
- Eric L. Haney
- Gary L. Harrell
- Randall Shughart
- Gary Gordon
- Joshua Wheeler
- Thomas Payne